# 1-й провулок Осипенко (Мелітополь)
1-й провулок Осипенко — провулок в Мелітополі. Йде від вулиці Пушкіна до 2-го провулка Осипенко.

## Назва
Провулок названий на честь радянської льотчиці Поліни Осипенко (1905—1939), народженої недалеко від Мелітополя — в Бердянському районі Запорізької області.

## Історія
Рішення про наменування провулка принято 21 вересня 1951 року. До цього провулок не мав назви.